# Kiełpin, Tỉnh West Pomeranian
Kiełpin [ˈkʲɛu̯pin] (tiếng Đức: Kölpin) là một khu định cư ở khu hành chính của Gmina Ostrowice, thuộc quận Drawsko, West Pomeranian Voivodeship, ở phía tây bắc Ba Lan. Nó nằm khoảng 5 kilômét (3 mi)   phía tây nam của đà điểu, 12 km (7 mi) về phía đông bắc của Drawsko Pomorskie và 91 km (57 mi) về phía đông của thủ đô khu vực Szczecin.
Trước năm 1945, khu vực này là một phần của Đức. Đối với lịch sử của khu vực, xem Lịch sử của Pomerania.